# Kálium-fluorid
A kálium-fluorid (KF) a kálium és a fluor vegyülete. Színtelen, kristályos vegyület. Erősen higroszkópos. Vízben jól oldódik. Oldata semleges kémhatású, de hevítés hatására enyhén lúgos lesz. Létezik dihidrátja és tetrahidrátja is.

## Kémiai tulajdonságai
A kálium-fluorid-olvadék a szilícium-dioxidot és a bórsavat feloldja, az alumínium-oxidot megtámadja.

## Élettani hatása
Mérgező hatású, a központi idegrendszerre, illetve a gyomor-és béltraktusra hat. A heveny mérgezés hányással jár, az idült mérgezés elváltozásokat okozhat a fogakban és a csontokban.

## Előállítása
A kálium-fluorid a hidrogén-fluorid oldatából kálium-hidroxiddal vagy hamuzsírral való közömbösítésével állítható elő. A keletkezett oldatot kikristályosítják, az oldatból vegyület dihidrátja válik ki.

## Felhasználása
A kálium-fluoridot üvegek maratására, illetve fa tartósítására alkalmazzák. A szerves kémiában a klórtartalmú szerves vegyületek fluortartalmúakká alakítására használják.